# Harko Wind
Harko Wind is een typetje dat door Wim T. Schippers is gecreëerd, om op de VPRO-radio bekende hitsingles naar het Nederlands te vertalen. 
Zoals dat Wim T. Schippers betaamt, werden dat geen nette vertalingen, maar eerder vaak zeer letterlijke vertalingen waarvan het resultaat vaak hilarisch in de oren klonk. In 1979 was er iedere vrijdagavond een nummer te horen in het VPRO-avondprogramma De Suite op Hilversum 3. 
Later heeft Wim T. Schippers sommige nummers laten terughoren in zijn uitzendingen van Ronflonflon, waar wel vaker eigen materiaal van Schippers te horen was. 

## Personage
Harko Wind werd neergezet als schreeuwerige puber, en had een broer genaamd Wim Wind. Harko werd muzikaal begeleid door een bestaande band, de Castricumse groep Pee Wee & the Specials.

## Nummers
1. Bij de Marine – In the Navy - Village People
2. Weet je Moeder dat? - Does Your Mother Know - ABBA
3. Hangen aan de Telefoon - Hanging on the telephone - Blondie
4. Rinkel mijn bel – Ring my Bell - Anita Ward
5. Ik hou niet van maandag – I Don't Like Mondays - Boomtown Rats
6. Ik wil dat je mij wilt – I Want You to Want Me - Cheap Trick
7. Surfstad – Surf City - Jan & Dean
8. Ik ben gemaakt om van jou te houden schatje - I Was Made for Lovin' You - Kiss
9. Ik zal nooit handig zijn – Never Be Clever - Herman Brood
10. Vuur – Fire - Pointer Sisters
11. Kom gauw thuis
12. Vang een vallende ster - Catch a falling star' - Crooner Perry Como
13. Hoe is het mogelijk?
14. (Het is zo vreemd) Hoe we niet meer praten met elkaar - We don't talk anymore Cliff Richard
15. Kom naar mijn eiland - Come to my island KC & the Sunshine Band
16. Sommige meisjes - Some Girls Racey
17. Boodschap in een flesje - Message in a bottle - The Police